# Ligia oceanica
Ligia oceanica là một loài chân đều trong họ Ligiidae. Loài này được Linnaeus mô tả khoa học năm 1767.

## Hình ảnh

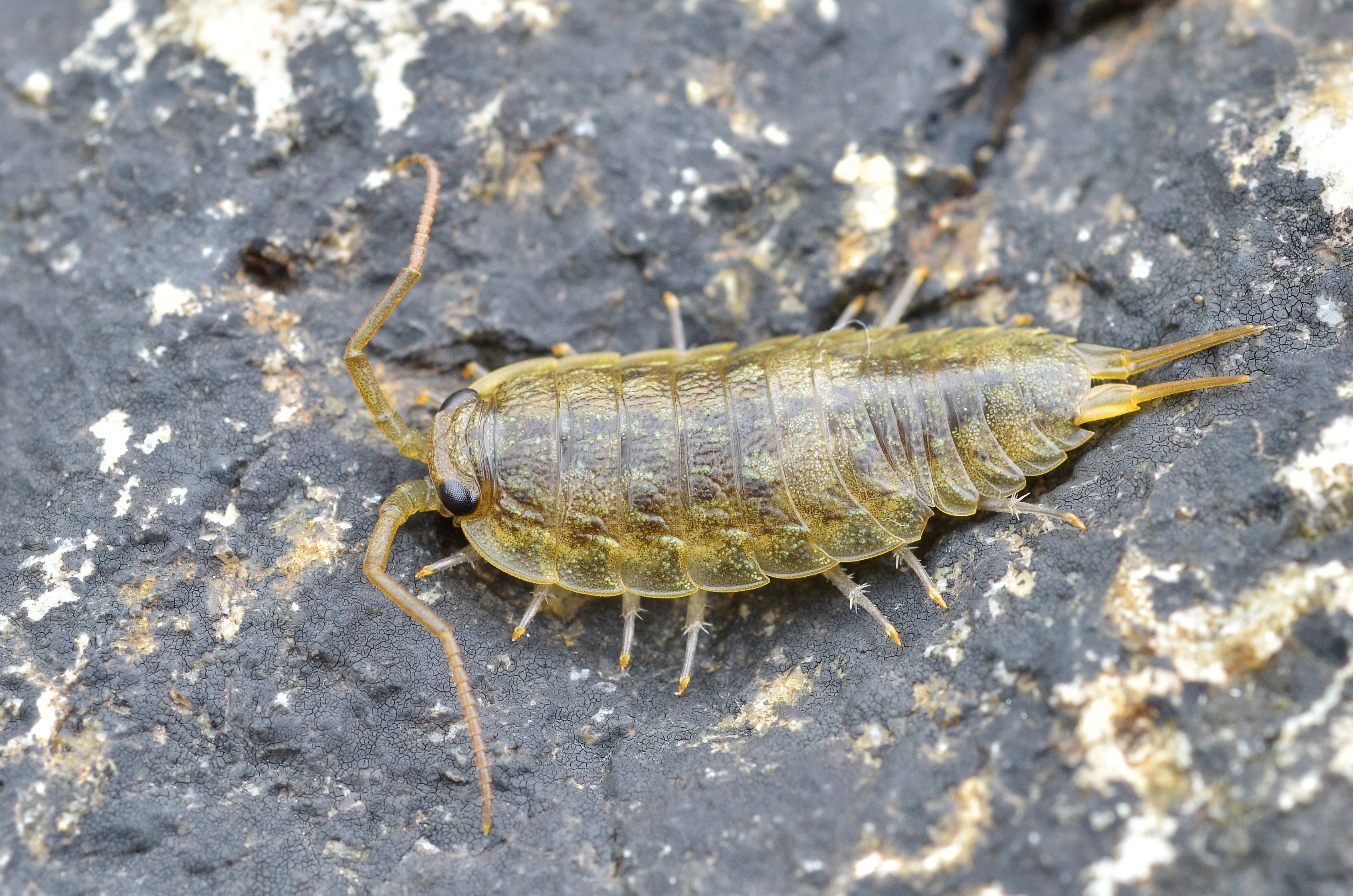
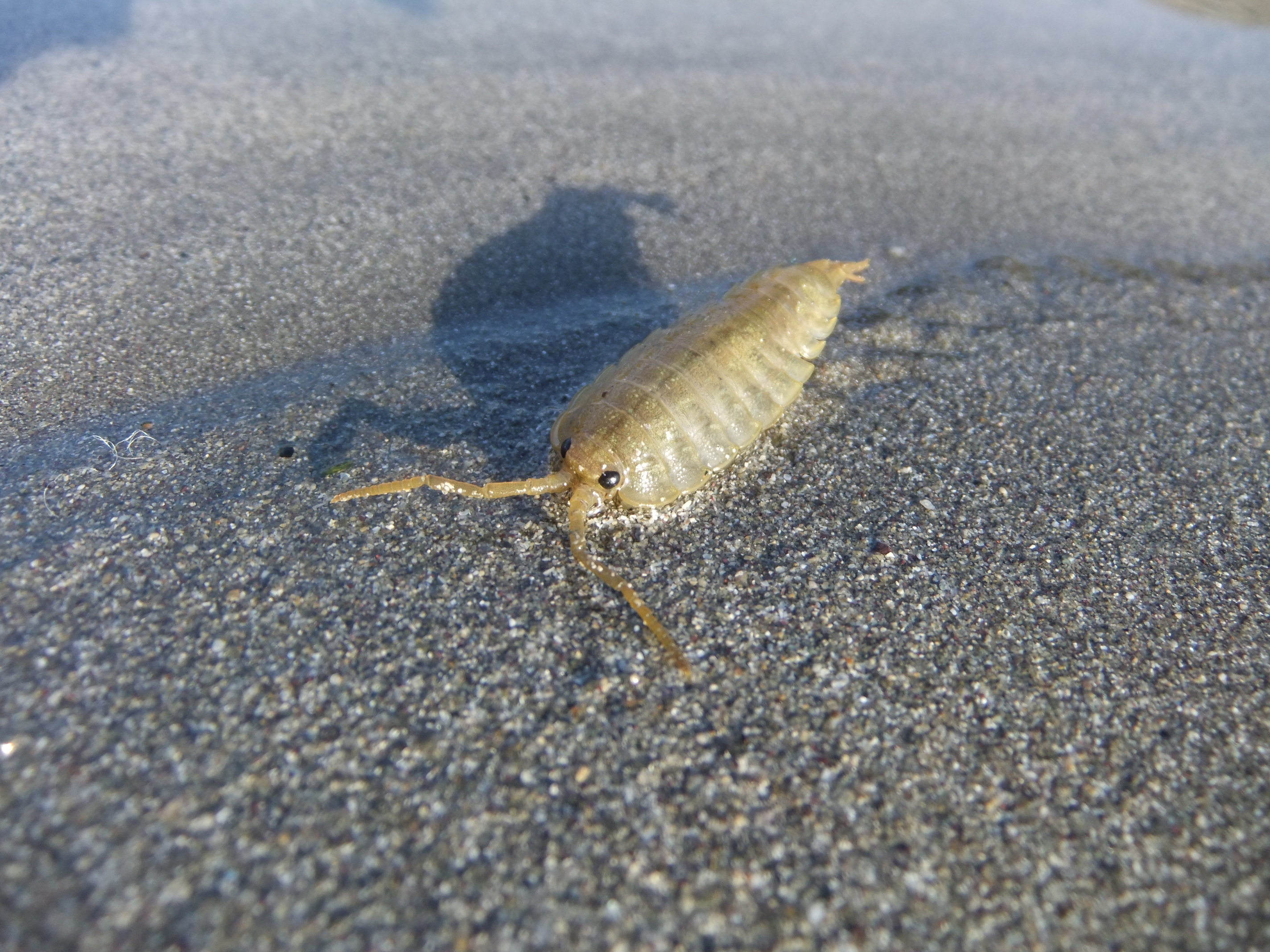
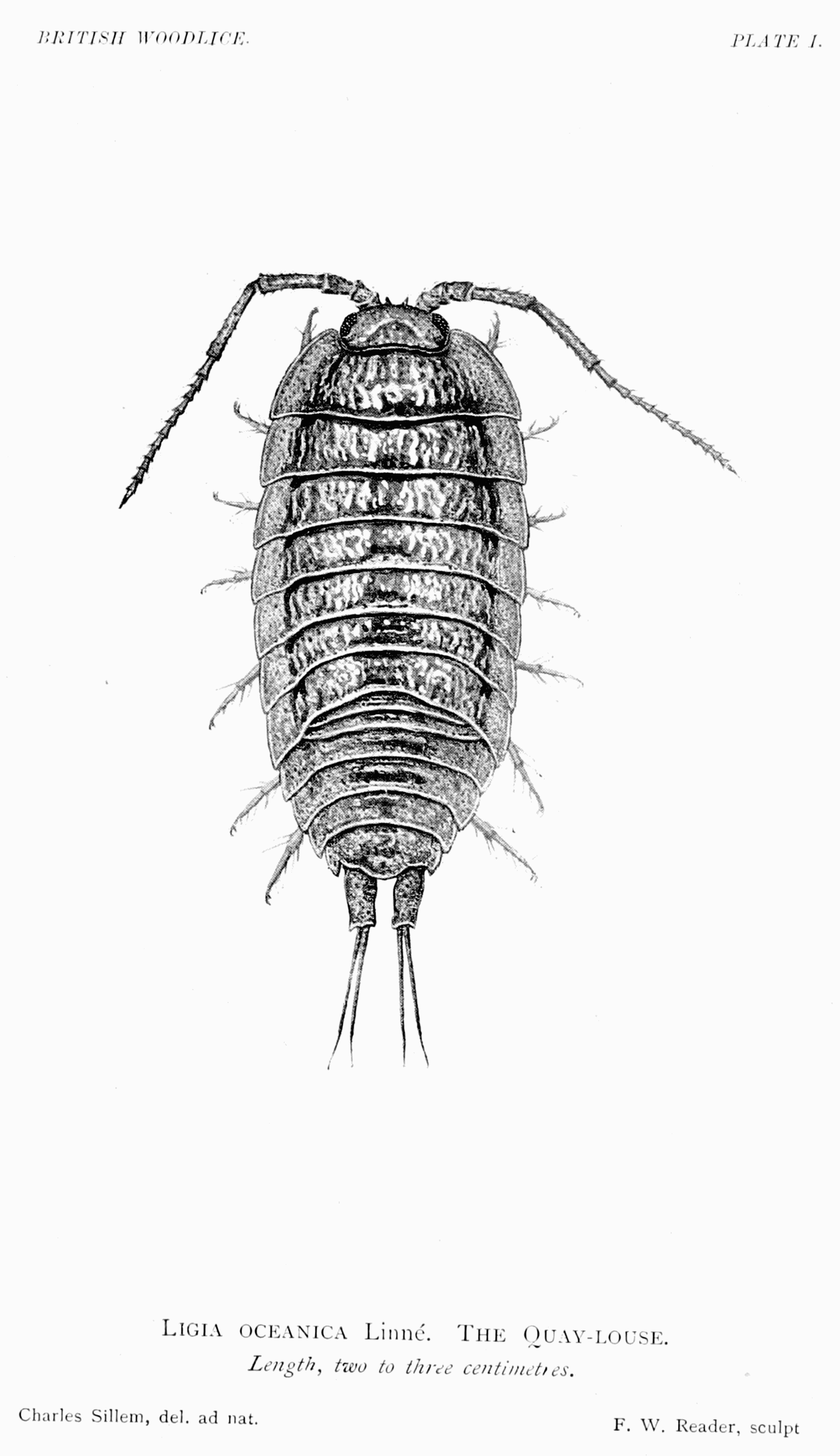